# Ignazio Persico
Ignazio Camillo Guglielmo Maria Pietro Persico OFMCap (ur. 30 stycznia 1823 w Neapolu, zm. 7 grudnia 1895 w Rzymie) – włoski duchowny katolicki, kapucyn, misjonarz, biskup, wysoki urzędnik Kurii Rzymskiej, kardynał.
Poliglota – mówił po włosku, francusku, angielsku, portugalsku i w hindustani. Był dotknięty paraliżem.

## Życiorys

### Młodość i prezbiteriat
Urodził się w Neapolu jako Pietro Persico syn Francesco Xaverio Persico intendenta w armii neapolitańskiej i Giuseppiny z domu Pennacchio. Po odbyciu nauki wstąpił 25 kwietnia 1839 do zakonu kapucynów, gdzie przybrał imię Ignazio. Śluby wieczyste złożył 25 kwietnia 1840. 24 stycznia 1846 w Neapolu wyświęcony na kapłana przez biskupa Noli Gennaro Pasca. Poprosił o wysłanie na misje i pod koniec 1846 wyjechał do Indii. Pracował w wikariacie apostolskim Patna, a później w wikariacie apostolskim Bombaju.

### Episkopat
8 marca 1854 papież Pius IX mianował go biskupem in partibus infidelium Gratianopolisu i koadiutorem wikariusza apostolskiego Bombaju. Sakry udzielił mu 4 czerwca 1854 wikariusz apostolski Bombaju Anastasius Hartmann OFMCap.
19 grudnia 1856 został mianowany wikariuszem apostolskim Lhasy (według innego źródła wikariuszem apostolskim Agry). W 1857 musiał uchodzić przed powstaniem sipajów. W kolejnym roku odwiedził Europę, aby zebrać fundusze na odbudowę zniszczeń spowodowanych przez wojnę. Zrezygnował wikariatu ze względów zdrowotnych 24 czerwca 1860 i powrócił do Rzymu.
W 1867 powrócił do pracy misyjnej tym razem w diecezji Charleston w Stanach Zjednoczonych. Uczestniczył w soborze watykańskim I. 20 marca 1870 mianowany biskupem Savannah. 28 lipca 1872 zrezygnował z biskupstwa ze względów zdrowotnych i wyjechał do Quebecu w Kanadzie. Po rezygnacji otrzymał tytuł biskupa in partibus infidelium Boliny.
W 1877 specjalny wysłannik Stolicy Apostolskiej do Indii. 15 lipca 1878 mianowany koadiutorem diecezji Aquino, Sora i Pontecorvo we Włoszech. 26 marca 1879 został ordynariuszem tych diecezji. Zrezygnował w 1887. Po rezygnacji otrzymał tytuł arcybiskupa tytularnego Tamiathis i został specjalnym wysłannikiem Stolicy Apostolskiej w Irlandii.
20 marca 1889 mianowany sekretarzem Świętej Kongregacji Rozkrzewiania Wiary dla Obrządków Wschodnich. 13 czerwca 1891 przeniesiony na stanowisko sekretarza Świętej Kongregacji Rozkrzewiania Wiary.

### Kardynalat
16 stycznia 1893 papież Leon XIII kreował go kardynałem i nadał tytuł S. Pietro in Vincoli. 30 maja 1893 mianowany prefektem Świętej Kongregacji ds. Odpustów i Świętych Relikwii. Zmarł 7 grudnia 1895.